# Iceowl
Iceowl é uma aplicação de calendário distribuído pelo projeto Debian. Ele é baseado no Mozilla Sunbird, mas é feito inteiramente de software livre.